# Bumer 2
Ruský akční film, volné pokračování filmu Bumer.

## Stručný obsah
Uběhlo několik let od té doby co Kosťa, kterému přezdívali Kot, šel do vězení. Všichni jeho kamarádi s drahými auty a tónovanými skly zmizeli. Kosťu propustili z vězení, bylo mu divné, že ho pouští o pár let dříve. Ředitel věznice mu ovšem pověděl proč. Důvodem byl jeho jediný kamarád Dimon, který mohl za to, že Kosťa šel do vězení, který za Kosťu zaplatil úplatek. Během filmu však vyjde najevo, že Kolju zabili dozorci, aby za něj mohli vydávat Kosťu. Když dozorce sdělí plán Kosťova propuštění a dá mu jeho průkaz na jméno Kolji Šubina, Kosťa zpočátku nesouhlasí a dozorci se shodnou na tom, že jej okamžitě po schůzce s Dimonem zabijí. Ale celou akci přeruší Kosťův kamarád Dimon, který včas skočí před Kosťu a vlastním tělem zastaví kulku. Kosťa zůstává úplně sám. Chce začít nový život, najít si ženu a odstěhovat se někam daleko, ale předtím musí splnit jeden úkol, a sice doručit dopis od svého spolubydlícího z vězení, který umřel ještě když byl Kosťa ve vězení a jehož papíry měl v kapse. Bere Dimonovo auto a vydává se na dlouhou cestu hledat dívku Dašku, která byla sestrou jeho spolubydlícího – Kolji. Daška se ale mezitím zaplete do vydírání oligarchy a jde po ní jak mafie, tak policie.

## Hlavní role
- Vladimir Vdovičenkov — Kot
- Svetlana Ustinova — Daša
- Andrej Merzlikin — Dimon
- Alexandr Golubjov — Kolja Šubin

## Soundtrack
1. Leningrad-Svoboda
2. Leningrad-Mucha (Kto kogo)
3. Novyj Privet Morrikone
4. Oseň
5. Svoboda (remix)
6. Tema Dorogi 2
7. Skorosť
8. Polufinal
9. Leningrad-Ljubov i bol
10. Leningrad-Slova
11. Leningrad-Počty Ljubov
12. Skorosť (remix)
13. Novyj Privet Morrikone(alternative)
14. Tema Dorogi (z filmu Bumer 1)

Na internetu se objevil i jiný soundtrack s 16 písněmi. Ten ale jen využívá jména filmu a vyšel dokonce ještě před filmem samotným. Šlo ale pouze o soubor písní od autorů soundtracku prvního dílu filmu Bumer. Byl to spíš jen takový pokus, jak by vypadal soundtrack dvojky.
Délka: 46:20 

Rok: 2006 

## Zajímavosti
Bumer je volně přeloženo bavorák. Je to slangový výraz pro auta německé značky BMW. 
Do angličtiny se bavorák přeloží jako Bimmer, proto je oficiální anglický název Bimmer Part Two.
Film se natáčel na 35mm film. Film je Barevný. Audio ve filmu je Dolby Digital a zatím (ke dni 12. května 2008) pouze rusky.

## Ukázky z filmu
- YouTube trailer 1
- YouTube trailer 2